# Roksołany
Roksołany (ukr. Роксолани, ros. Роксоланы) – wieś na Ukrainie, w obwodzie odeskim, w rejonie odeskim, nad limanem Dniestru.
W starożytności w tym miejscu leżało greckie miasto Nikonion.